# Église Notre-Dame de Sauveterre-de-Guyenne
Pour les articles homonymes, voir Église Notre-Dame.
L'église Notre-Dame de Sauveterre-de-Guyenne est une église catholique située à Sauveterre-de-Guyenne, dans le département de la Gironde, en France.

## Localisation
L'église est au cœur de la ville de Sauveterre, à l'angle des rues Saint-Léger et du 8 mai 1945, à proximité de la place de la République, place principale cernée d'arcades.

## Historique
L'édifice reconstruit au XIXe siècle est classé au titre des monuments historiques par arrêté du 25 octobre 1920 pour son abside du XIVe siècle.

## Galerie

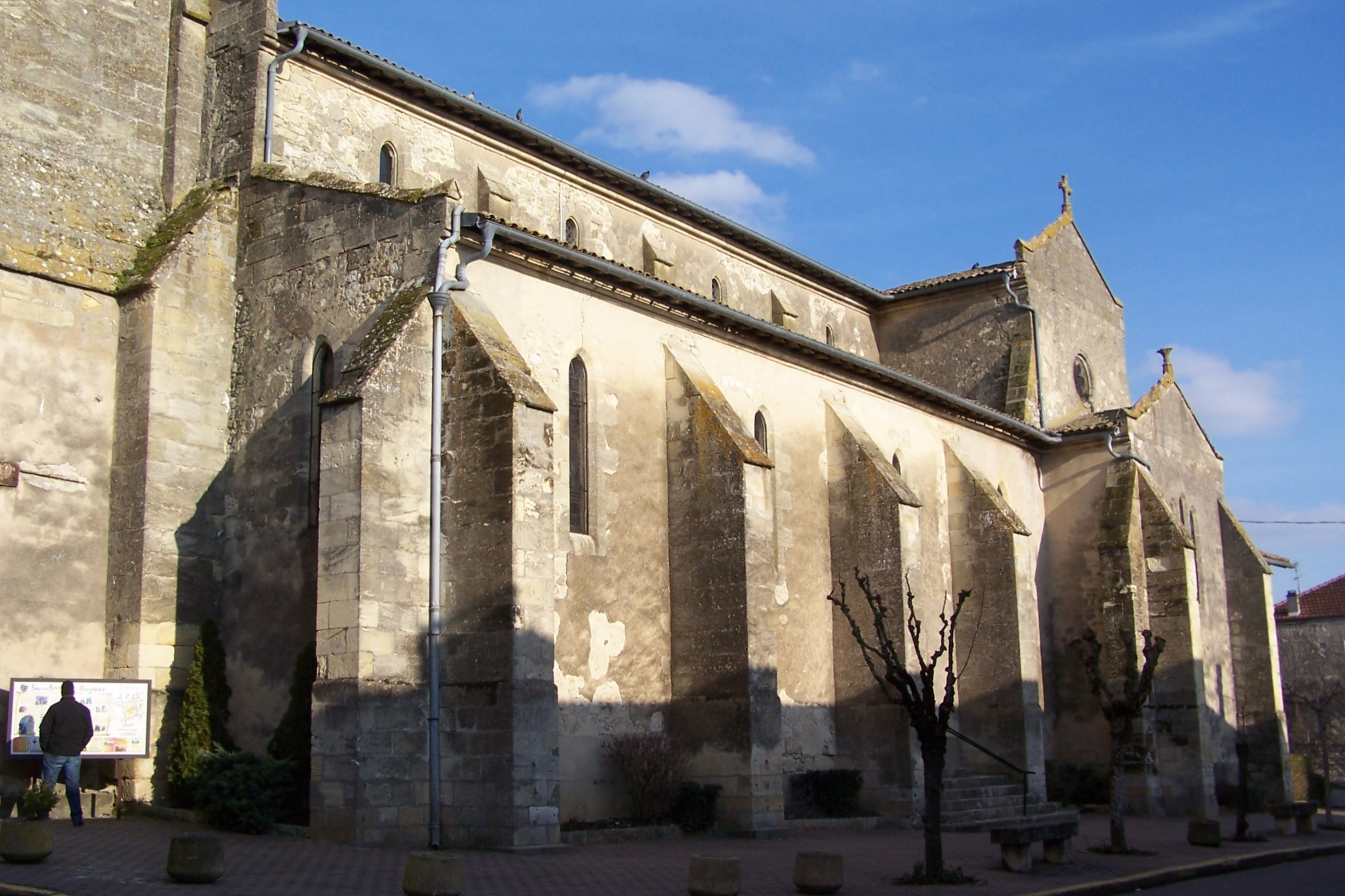
Vue latérale ouest (fév. 2012)
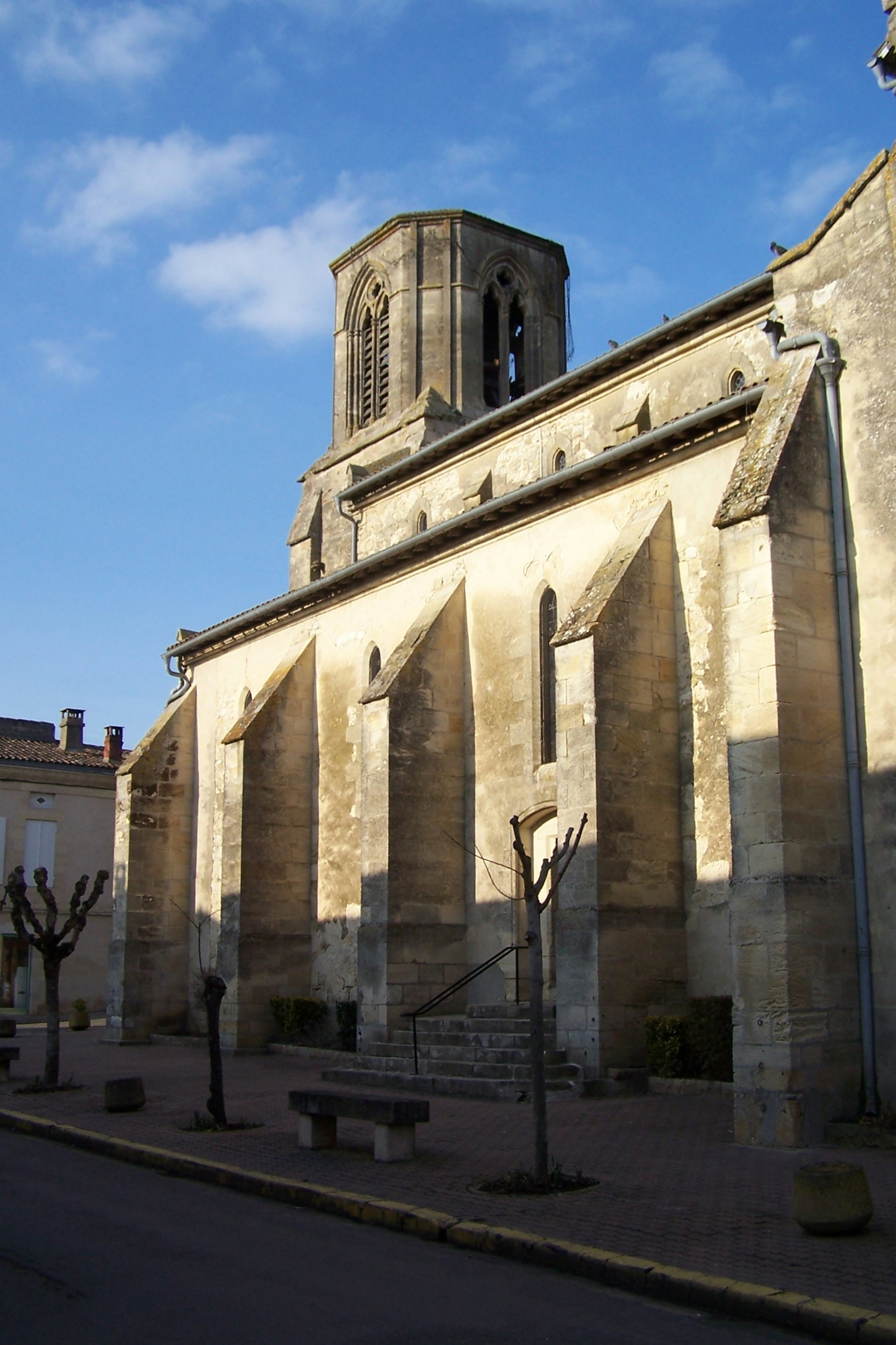
Vue latérale sud (fév. 2012)
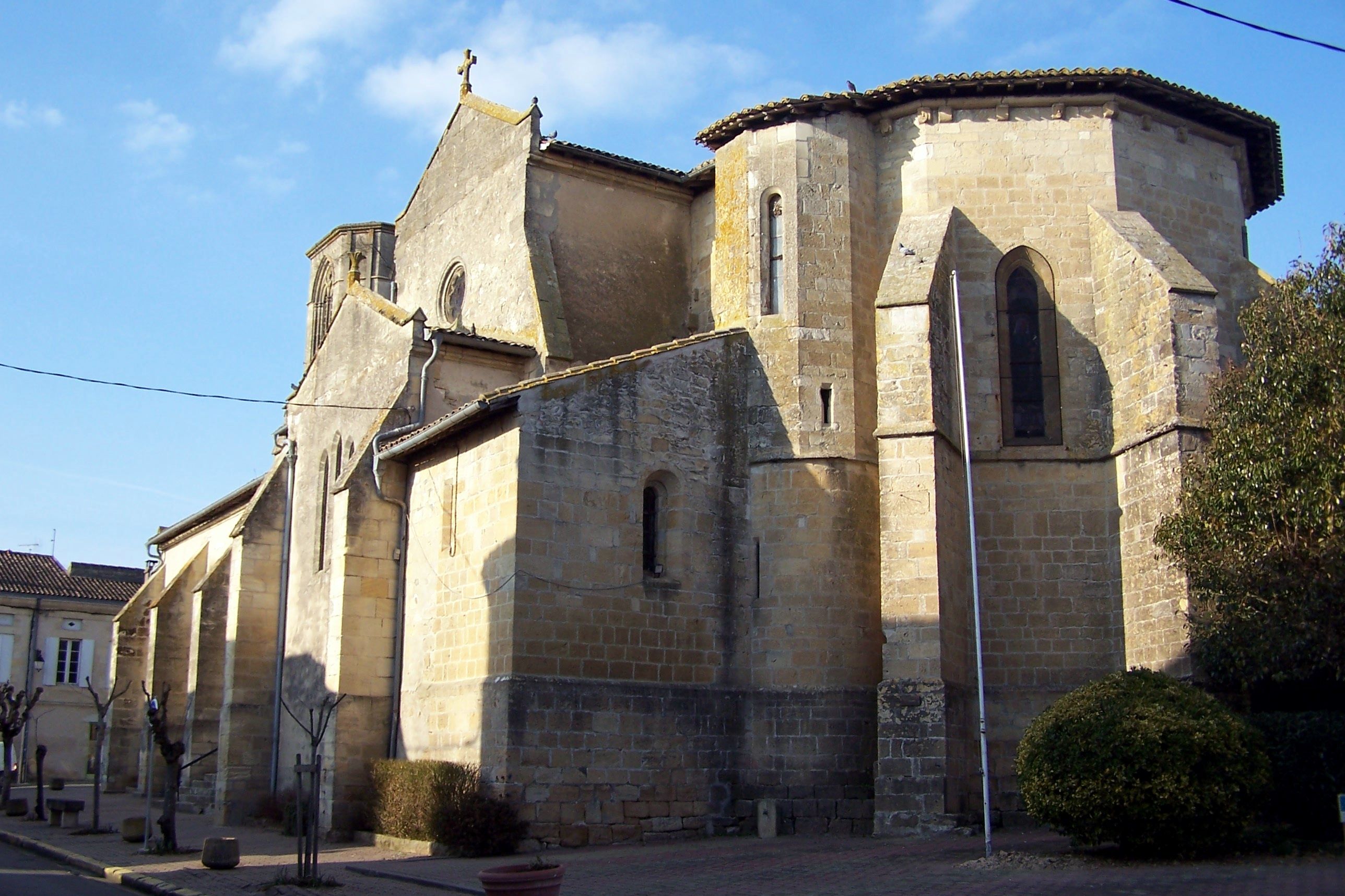
Le chevet au sud-est (fév. 2012))

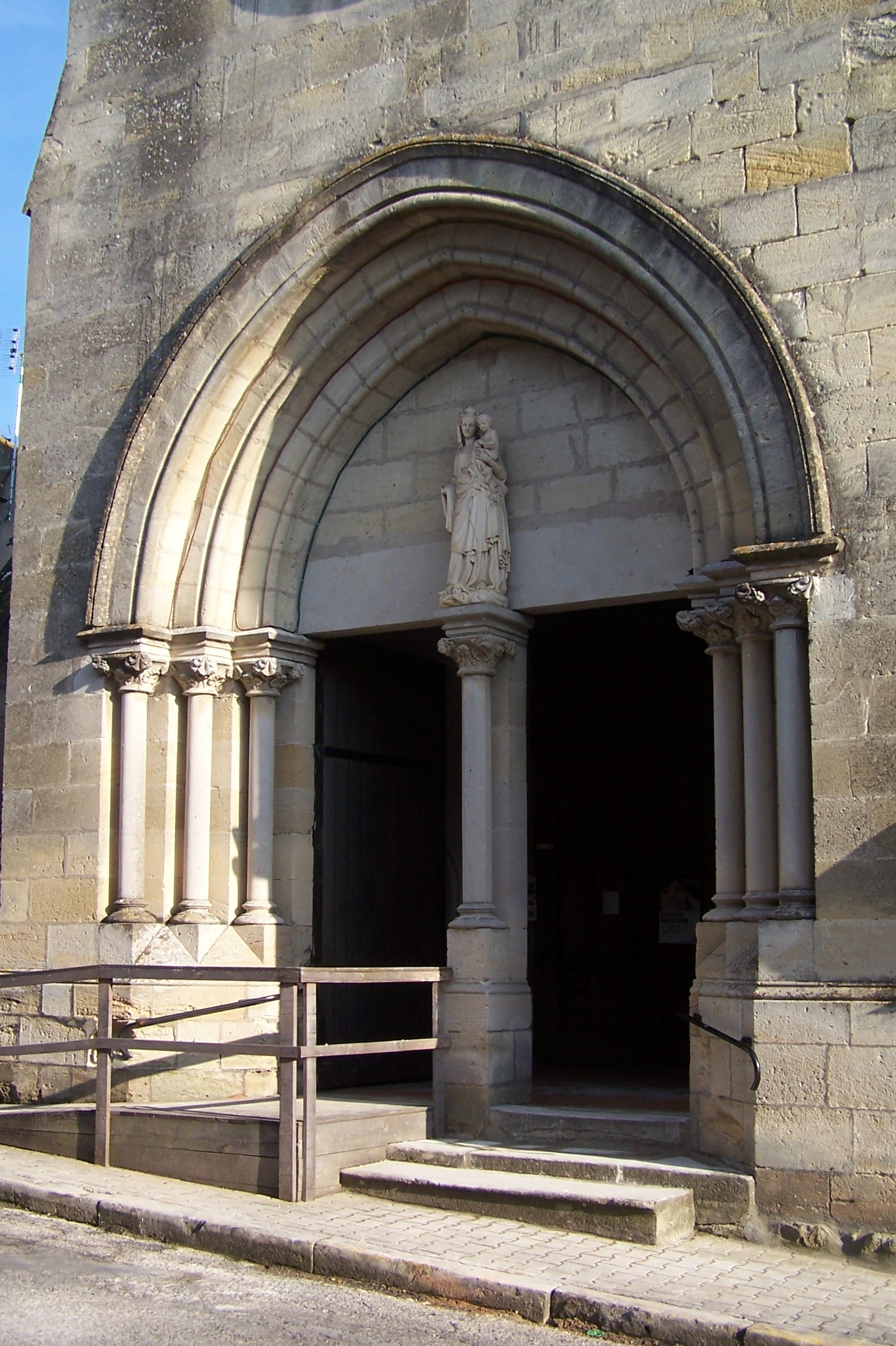
Le portail (fév. 2012)
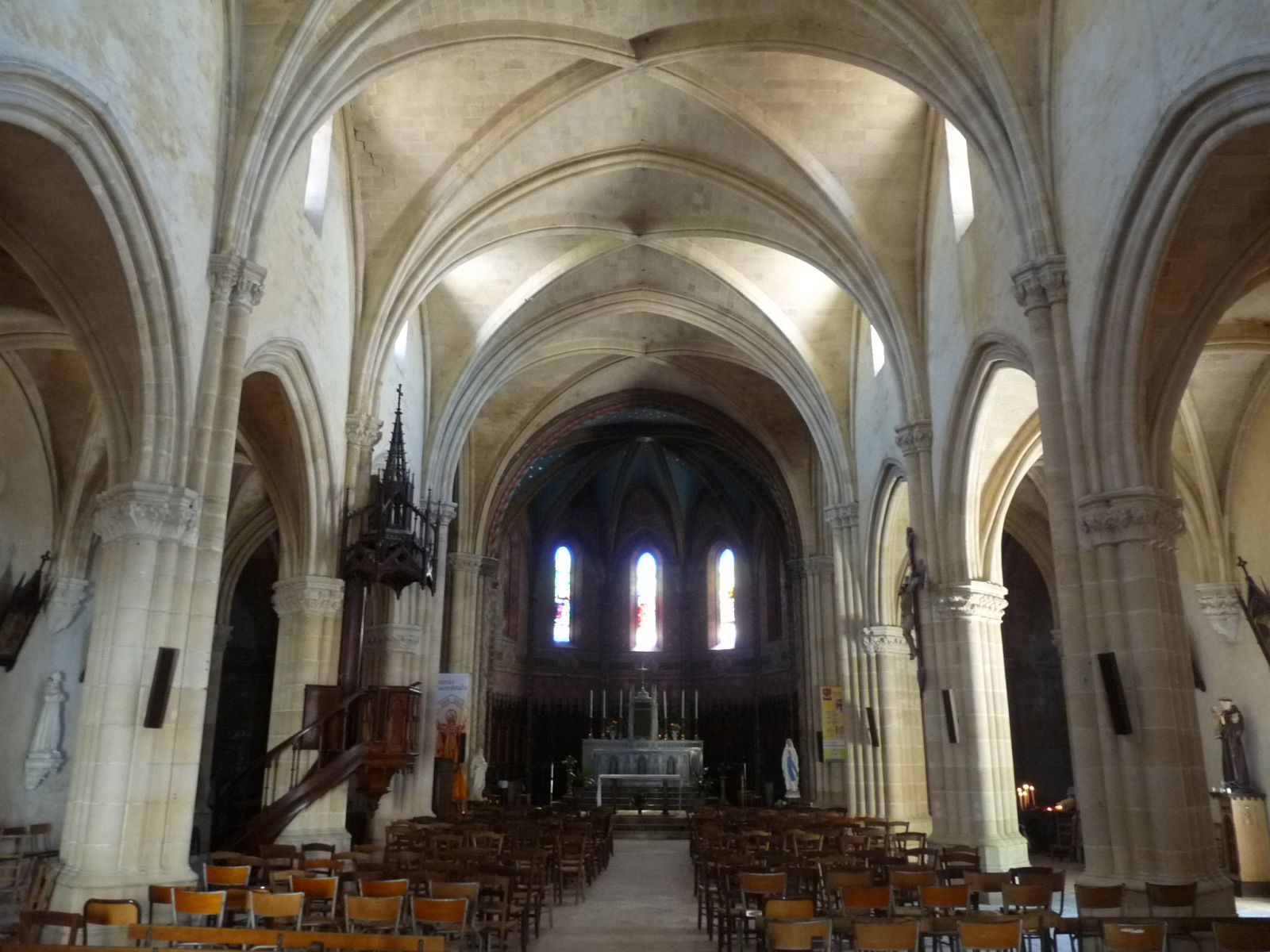
La nef (août 2010)
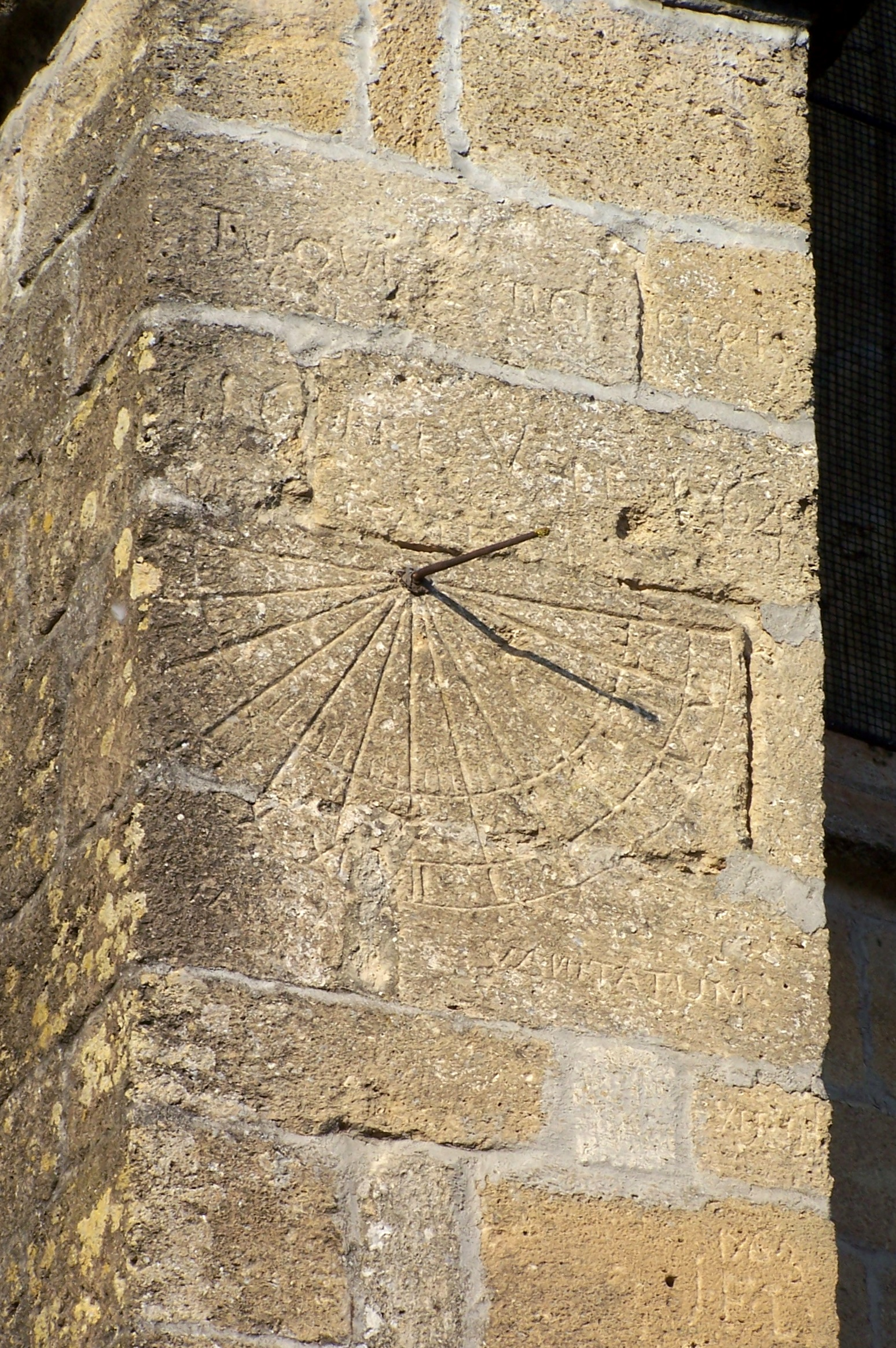
Cadran canonial sur un contrefort au sud (fév. 2012)